# Danxi Shuiku
Danxi Shuiku (kinesiska: 淡溪水库) är en reservoar i Kina. Den ligger i provinsen Zhejiang, i den östra delen av landet, omkring 240 kilometer söder om provinshuvudstaden Hangzhou. Danxi Shuiku ligger 38 meter över havet. Arean är 1,3 kvadratkilometer. I omgivningarna runt Danxi Shuiku växer i huvudsak blandskog. Den sträcker sig 1,0 kilometer i nord-sydlig riktning, och 2,9 kilometer i öst-västlig riktning.
Genomsnittlig årsnederbörd är 2 023 millimeter. Den regnigaste månaden är juni, med i genomsnitt 334 mm nederbörd, och den torraste är januari, med 74 mm nederbörd.